# قوش شب
قوش شب (به انگلیسی: Bacurau) فیلم به کارگردانی کلبر مندونسا فیلیو و جولیانو دورنلی است. این فیلم برای رقابت در بخش اصلی جشنواره کن ۲۰۱۹ انتخاب شد.
آهنگساز ماتیوس سالوارز